# Erik Tryggelin
Erik Viktor Tryggelin, född 25 juni 1878 i Stockholm, död 9 augusti 1962 i Stockholm, var en svensk målare, tecknare, grafiker och fotograf. Han utförde främst figurkompositioner och stadsmotiv, ofta aftonstämningar från Stockholm, Visby och Vadstena. Erik Tryggelin levde som en enslig ungkarl och testamenterade sin stora kvarlåtenskap till Konstnärernas hjälpfond. Senare hamnade en representativ samling Stockholmsbilder i Stockholms stadsmuseum.

## Biografi
Erik Tryggelin växte upp i Rörstrandsområdet vid Karlbergskanalen i Vasastan i Stockholm. Familjen Tryggelin bodde i Marketenterihuset vid Rörstrands porslinsfabrik, i en större lägenhet en trappa upp i husets högra uppgång. Tryggelin kom senare att skildra denna trakt och även Atlas industriområde i en mängd målningar och tuschteckningar. Erik Tryggelins mor var Hildur Gunilla Vilhelmina "Gundla" Butler (1846-1914). Hans far, Erik Hugo Tryggelin (1846-1924), var arkitekt, mönsterritare, keramiker och porslinsmålare vid Rörstrands Porslinsfabrik. Fadern var anställd som "chefsdessinatör", han anställdes 1871, och var verksam till 1910, han ritade modeller för prydnadsvaser och serviser samt för flertalet av Rörstrands kakelugnar. , finns i Stockholms stadsmuseums ägo. Kakelugnen är ett verk av Erik Tryggelins far, som var verksam vid Rörstrands Porslinsfabrik. Fadern, Erik Hugo Tryggelins, främsta uppgift var att rita mönster och modeller för själva porslinstillverkningen.  I Rörstrands slott på Rörstrandsgatan 5 finns idag i de olika rummen ett flertal kakelugnar designade av Erik Hugo Tryggelin åren 1872-1910. 
Familjen bestod av föräldrarna och sonen Erik, som gick i läroverk, men inte hade så stor lust att läsa. Däremot var han mycket intresserad av att teckna och måla, och med tiden blev han en erkänd konstnär. Erik brukade ofta rita av barnen, som fick komma in i trädgården där han bodde. Barnen fick också stå modell för skisser, som Erik ville göra. Några av barnen fick stå modell till "Nattvardsbarn" för en av Erik Tryggelins större målningar. En tid på sommaren brukade familjen tillbringa på Gotland. Senare fann Erik där många motiv för sina teckningar och målningar.

## Studier
Erik Tryggelin studerade vid Konstakademien på Fredsgatan 12 i Stockholm. Därefter studerade han i Paris, där han vistades från oktober 1911 till januari 1913. I Paris levde han ett gängse konstnärsliv med kamrater som landskapsmålaren och porträttkonstnären David Wallin, medaljkonstnären Svante Kede (1877-1955), skulptören och bildkonstnären Otto Strandman, konstnären, landskapsmålaren och porträttmålaren Fritz Lindström, som redan då ingick i Rackengruppen, där Gustaf Fjæstad var den tongivande konstnären, samt medaljkonstnären, sångtextförfattaren och lutsångaren Svante Nilsson. I Paris var Tryggelin också med på de årliga svenska gåsmiddagarna på Café Versailles, där den svenske personhistorikern, lokalhistorikern och hovmannen greve Fredrik Ulrik Wrangel (1853–1928) var ordförande.
I Paris följde han med konstlivet och mötte modernism. Enligt några dagböcker, som nu förvaras i Nordiska museet, skrev han, att han den 9 februari 1912 gick till Galleri Bernheim-Jeune i Paris. Där såg han "Les Futuristes, framtidens målare! Målningarna voro roliga, ty de visade en sådan höjd av vanvett och högfärdsgalenskap att det var omöjligt att förarga sig." Vidare skrev han, att han den 9 april 1912 fick besöka galleriet Gertrude Steins samling med verk av Picasso och Matisse. Där mötte han konstnärerna Karl Isakson och John Sten och blev förundrad över deras positiva inställning. Tryggelin och hans konservativa kamrater kände sig överspelade genom att modernism började växa fram. Den snabba stilutvecklingen förstörde mångas självförtroende.
Erik Tryggelins konst rörde sig om en reportagekonst, som gav en unik, bred och trovärdig dokumentation av folklivet i Stockholm vid 1900-talets början. Tryggelin tillhörde den så kallade mellangenerationen i den svenska konsten. Den hade hamnat mellan två stora stilvågor och kom i kläm mellan de nationella och de internationella 1909 års män. Mellangenerationen hade i konsten inte så stora framgångar, men Tryggelins konst har stor betydelse för kulturhistorien. När Tryggelin påbörjade sina konststudier skulle det dröja ännu några år innan modernismen slog igenom med full kraft ute i Europa. De som målade modernistiskt var avsevärt yngre än de konstnärer, som fortfarande dominerade det svenska konstlivet, nämligen Anders Zorn, Bruno Liljefors, Carl Larsson och Richard Bergh. Tjugo år tidigare hade de här unga konstnärerna organiserat sig i protest mot den konservativa konstsynen på Konstakademien, inte minst hos den auktoritäre konstnären och professorn vid konstakademien, greve Georg von Rosen. Protesten slutade med att man bildade Konstnärsförbundet, som på 1890-talet var tongivande i det svenska konstlivet.

## Erik Tryggelin som konstnär
Tekniken i hans konstverk var olja, tuschteckning, kolteckning, kol och krita, pastell eller blandteknik. För målningarna och tuschteckningarna valde han oftast kvällsbelysningar och vemodiga stämningslägen. Han målade gärna motiv från Stockholm, Visby och Vadstena. I Stockholm drogs han mest till Gamla stans gränder, bakgårdar, mörka prång och små torg med vårdträd. Han målade också motiv från hemtrakten från sin barndom i Rörstrandsområdet och i Atlas industriområde. Tryggelin var beroende av Konstnärsförbundets stora målare. För hans del rörde det sig om "porträtt" av de motiv han målade, inte om visioner. Men för Konstnärsförbundets målare rörde det sig alltid om visioner. Tryggelin hittade de ensamma människorna i Stockholm. Det kunde vara en kusk på en hästdroska eller en flicka i väntan på en brygga. Han fängslades också av den färgstarka kommersen på de stora handelstorgen, det folkliga nöjeslivet på Djurgården och stämningarna i utkanten av staden kring Rörstrands- och Atlasområdena, där han vuxit upp. Det kunde också vara kontrasten mellan de köpslående modemedvetna borgarfruarna och de rustikt charmfulla torgmadammerna eller bondgubbarna. Det som också fängslade Tryggelin var de arbetslösa, lodarna och lumpsamlarna, som han har tecknat där de sitter på sockeln till Karl Johansstatyn eller i Gamla stans portgångar eller går omkring i trakten av Slussen. Efter första världskriget hade mycket ändrat sig i samhället och med tekniken. Tryggelin tyckte att första världskriget hade sopat bort det Stockholm som han tidigare skildrat med vemodig kärlek. Tryggelin försvann in i anonymiteten.

## Erik Tryggelin som fotograf
Erik Tryggelin var en mycket skicklig fotograf och hans stora produktion av fotografier har ett stort kulturellt värde. De finns nu i arkiv både på Nordiska museet och i Stockholms stadsmuseum. För Tryggelin var fotografierna en inspirationskälla och ett sätt att nå det exakta utförandet och det korrekta snittet i klädedräkterna, som han sedan ritade av i sina oljemålningar, tuschteckningar och akvareller. Inga av hans teckningar är dock kopierade efter fotografier. Men atmosfären är gemensam i både fotografier och teckningar. Hans främsta inspiration var Stockholmsmiljöer, och han fascinerades av kontrasterna i storstadens färgstarka folkliv. Tryggelin hade en förmåga att komma nära de människor han avbildade, det kunde vara överklassdamer på Norrbro eller hamnarbetare eller stuveriarbetare på Södermalm. Stämningarna i bilderna har en tankeväckande melankoli.
Han hade alltid skissblocket och kameran med sig under sina vandringar, då han letade efter motiv. Både för elegansens värld och för armodets värld hade han en säker blick. I "Den svenska fotografins historia" beskrivs Erik Tryggelin som en samhällsreporter som "på sina ständiga vandringar efter motiv alltid hade kameran med sig. Om man vill veta hur sekelskiftets människor såg ut, rörde sig och var klädda så skall man börja med att titta på Tryggelins fotografier, målningar och teckningar."  Tryggelins skissböcker är fyllda av detaljstudier av skor, handskar och hattar med mera. I hans målningar och teckningar kan man finna många detaljer som är typiska för modet i början på 1900-talet.

## Representerad
Tryggelin är bland annat representerad vid Nationalmuseum, Nordiska museet och Stockholms stadsmuseum i Stockholm samt Uppsala universitetsbibliotek.
Vid sin död 1962 hade Erik Tryggelin testamenterat sin stora kvarlåtenskap till Konstnärernas hjälpfond. 1936 hade konstnären Ewald Dahlskog  i Konstnärsklubben uttryckt sig så här: "Något måste göras för att trygga ålderdomen för gamla konstnärer, som ärligen arbetat och knogat sig igenom ett helt liv." Via omvägar hamnade så småningom en stor del av Tryggelins kvarlåtenskap i Stockholms stadsmuseums och Nordiska museets samlingar.